# Glossosoma sumitaense
Glossosoma sumitaense là một loài Trichoptera trong họ Glossosomatidae. Chúng phân bố ở miền Cổ bắc.